# Gare de Berg-op-Zoom
La gare de Berg-op-Zoom (en néerlandais station Bergen op Zoom) est une gare néerlandaise située à Berg-op-Zoom, dans la province du Brabant-Septentrional.

## Situation ferroviaire
La gare est située sur la ligne de Rosendael à Flessingue, desservant la péninsule zélandaise formée par Zuid-Beveland et Walcheren.

## Service voyageurs
Les trains s'arrêtant à la gare de Berg-op-Zoom font partie du service assuré par les Nederlandse Spoorwegen reliant Flessingue à Rosendaël, régulièrement en service continu jusqu'à Amsterdam.